# Antje Runge

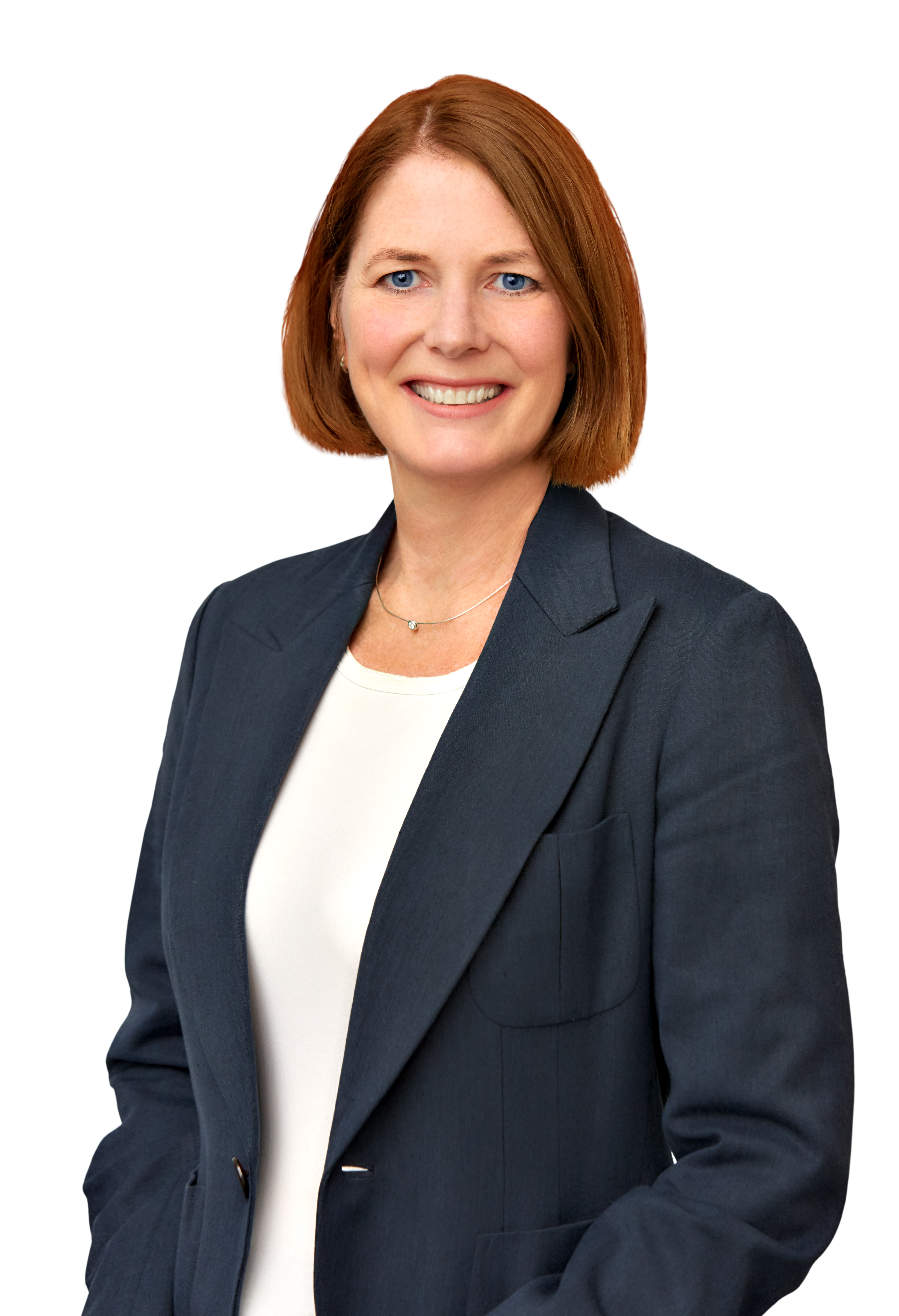
Antje Runge (2020)

Antje Runge (* 29. Januar 1970 in Freiburg im Breisgau) ist eine deutsche Politikerin (SPD) und seit Oktober 2021 Bürgermeisterin der Stadt Oberursel (Taunus).

## Leben
Antje Runge legte 1989 an der Christian-Wirth-Schule in Usingen das Abitur ab und lebt seit 1990 in Oberursel. Sie studierte bis 1996 Betriebswirtschaftslehre an der Johann Wolfgang Goethe-Universität Frankfurt am Main und arbeitete seit 1999 bei der Stadtverwaltung Frankfurt am Main. Zuletzt leitete sie dort bis zu ihrem Amtsantritt als Bürgermeisterin die Stabsstelle Kulturelle Bildung.
Runge ist verheiratet und hat zwei erwachsene Kinder.

## Politik
Antje Runge engagierte sich in jungen Jahren bei den Jusos. Von März 2018 bis Juni 2021 war sie Vorsitzende der SPD Oberursel. Diese nominierte sie im Juli 2020 als Kandidatin für die Bürgermeisterwahl 2021. Der bisherige Amtsinhaber Hans-Georg Brum (ebenfalls SPD) hatte bereits 2018 entschieden, nicht mehr zur Wiederwahl anzutreten; Runge wurde in den Medien seit dieser Zeit als mögliche Kandidatin für die Nachfolge genannt.
Im ersten Wahlgang am 14. März 2021 erreichte sie mit 24,2 Prozent der abgegebenen Stimmen den zweiten Platz und trat in der Stichwahl am 28. März gegen den CDU-Bewerber Carsten Trumpp an. Diese gewann sie mit 51,5 Prozent.
Die Amtseinführung fand am Abend des 30. September 2021 statt; Runge trat das Amt der Bürgermeisterin zum 15. Oktober 2021 an.